# Derancistrus
Derancistrus is een kevergeslacht uit de familie van de boktorren (Cerambycidae). De wetenschappelijke naam van het geslacht werd voor het eerst geldig gepubliceerd in 1832 door Audinet-Serville.

## Soorten
Derancistrus omvat de volgende soorten:
- Derancistrus anthracinus (Gahan, 1890)
- Derancistrus coeruleus Lameere, 1912
- Derancistrus elegans (Palisot de Beauvois, 1805)
- Derancistrus furfurosus Galileo & Martins, 1993
- Derancistrus hovorei Lingafelter & Woodley, 2007